# Base aérienne de Hsinchu
La base aérienne de Hsinchu est un aéroport de Taïwan situé près de la ville de Hsinchu dans le nord de l'île. Il est utilisé par la Force aérienne de la république de Chine
La base abrite le 499th Tactical Fighter Wing qui est équipé de chasseurs français Dassault Mirage 2000-5.